# Carl-Friedrich von Langen
Carl-Friedrich Freiherr von Langen (Klein Belitz, 25 luglio 1887 – Potsdam, 2 agosto 1934) è stato un cavaliere tedesco.

## Palmarès

### Olimpiadi
- 2 medaglie:
  - 2 ori (Amsterdam 1928 nel dressage individuale; Amsterdam 1928 nel dressage a squadre)